# Корнеевка (Мелеузовский район)
Корне́евка (баш. Корнеевка) — деревня в Мелеузовском районе Республики Башкортостан Российской Федерации. Административный центр Корнеевского сельсовета.

## География

### Географическое положение
Расстояние до:
- районного центра (Мелеуз): 46 км,
- ближайшей ж/д станции (Салават): 15 км.

## История
Указом Президиума Верховного Совета Башкирской АССР от 29 сентября 1979 года № 6-2/312 «Об исключении некоторых населённых пунктов из учётных данных по административно-территориальному делению Башкирской АССР» в состав деревни вошла деревня Бобринка.

## Население
| 2002 | 2009  | 2010  |
| ---- | ----- | ----- |
| 901  | ↗1015 | ↗1018 |

### Национальный состав
Согласно переписи 2002 года, преобладающие национальности — русские (49 %), башкиры (32 %).

## Улицы
| - ул. Ашкадарская, - ул. Гагарина, - ул. Кузнецова, - ул. Лукъянцевых, - ул. Молодёжная, | - ул. Садовая, - ул. Сергеевская, - ул. Советская, - ул. Строителей, - ул. Ямилева. |

## Достопримечательности
В селе находятся православная церковь Покрова Пресвятой Богородицы и мечеть.